# 镇南州
镇南州，元朝时设置的州。
至元二十二年（1285年）置，治所在今云南省南华县。属威楚路。明、清属楚雄府。1913年降为镇南县。 